# Coupe de France de cyclisme sur route 2010
Navigation
Coupe de France 2009 Coupe de France 2011
La Coupe de France de cyclisme sur route 2010 est la 19e édition de la Coupe de France de cyclisme sur route. Elle a débuté le 31 janvier avec le Grand Prix d'ouverture La Marseillaise et s'est terminée le 26 septembre avec le Tour de Vendée. Treize épreuves sont au programme. Le vainqueur sortant est Jimmy Casper de l'équipe Besson Chaussures-Sojasun. Pour cette nouvelle édition, deux nouvelles épreuves sont incluses, il s'agit du Grand Prix d'ouverture La Marseillaise et du Tour du Doubs.
Le Colombien Leonardo Duque (Cofidis) remporte cette édition avec 1 point d'avance sur Florian Vachon.

## Résultats
| Date         | Course                                 | Vainqueur           | Équipe                | Leader du classement individuel   | Leader du classement par équipes |
| 31 janvier   | Grand Prix d'ouverture La Marseillaise | Jonathan Hivert     | Saur-Sojasun          | Jonathan Hivert                   | Cofidis                          |
| 21 mars      | Cholet-Pays de Loire                   | Leonardo Duque      | Cofidis               | Jonathan Hivert et Leonardo Duque | Cofidis                          |
| 13 avril     | Paris-Camembert                        | Sébastien Minard    | Cofidis               | Leonardo Duque                    | Cofidis                          |
| 15 avril     | Grand Prix de Denain                   | Denis Flahaut       | ISD Continental       | Leonardo Duque                    | Cofidis                          |
| 17 avril     | Tour du Finistère                      | Florian Vachon      | Bretagne-Schuller     | Leonardo Duque                    | Bretagne-Schuller                |
| 18 avril     | Tro Bro Leon                           | Jérémy Roy          | La Française des jeux | Florian Vachon                    | Bretagne-Schuller                |
| 2 mai        | Trophée des grimpeurs                  |                     |                       |                                   |                                  |
| 29 mai       | Grand Prix de Plumelec-Morbihan        | Wesley Sulzberger   | La Française des jeux | Florian Vachon                    | Bretagne-Schuller                |
| 1er août     | Polynormande                           | Andy Cappelle       | Verandas Willems      | Florian Vachon                    | Bretagne-Schuller                |
| 29 août      | Châteauroux Classic de l'Indre         | Anthony Ravard      | AG2R La Mondiale      | Florian Vachon                    | Bretagne-Schuller                |
| 5 septembre  | Tour du Doubs                          | Jérôme Coppel       | Saur-Sojasun          | Leonardo Duque                    | Bretagne-Schuller                |
| 19 septembre | Grand Prix d'Isbergues                 | Aleksejs Saramotins | Team HTC-Columbia     | Leonardo Duque                    | Bretagne-Schuller                |
| 26 septembre | Tour de Vendée                         | Koldo Fernández     | Euskaltel-Euskadi     | Leonardo Duque                    | Bretagne-Schuller                |

## Classements finals

### Individuel
Le classement général final est le suivant :
| Classement par points | Classement par points | Classement par points | Classement par points       | Classement par points |
| Coureur               | Coureur               | Pays                  | Équipe                      | Points                |
| --------------------- | --------------------- | --------------------- | --------------------------- | --------------------- |
| 1er                   | Leonardo Duque        | Colombie              | Cofidis, le Crédit en Ligne | 145 pts               |
| 2e                    | Florian Vachon        | France                | Bretagne-Schuller           | 144 pts               |
| 3e                    | Jonathan Hivert       | France                | Saur-Sojasun                | 130 pts               |
| 4e                    | Romain Feillu         | France                | Vacansoleil                 | 89 pts                |
| 5e                    | Renaud Dion           | France                | Roubaix Lille Métropole     | 73 pts                |
| 6e                    | Cédric Pineau         | France                | Roubaix Lille Métropole     | 73 pts                |
| 7e                    | Jérôme Coppel         | France                | Saur-Sojasun                | 71 pts                |
| 8e                    | Sébastien Minard      | France                | Cofidis, le Crédit en Ligne | 68 pts                |
| 9e                    | Jérémy Roy            | France                | La Française des jeux       | 58 pts                |
| 10e                   | Matthieu Ladagnous    | France                | La Française des jeux       | 58 pts                |

### Par équipe
Le classement général final de la meilleure équipe est le suivant.
| Classement par équipes aux points | Classement par équipes aux points | Classement par équipes aux points | Classement par équipes aux points |
| Équipe                            | Équipe                            | Pays                              | Points                            |
| --------------------------------- | --------------------------------- | --------------------------------- | --------------------------------- |
| 1re                               | Bretagne-Schuller                 | France                            | 105 pts                           |
| 2e                                | Cofidis, le Crédit en Ligne       | France                            | 93 pts                            |
| 3e                                | La Française des jeux             | France                            | 91 pts                            |
| 4e                                | Roubaix Lille Métropole           | France                            | 82 pts                            |
| 5e                                | Saur-Sojasun                      | France                            | 80 pts                            |
| 6e                                | Big Mat-Auber 93                  | France                            | 74 pts                            |
| 7e                                | AG2R La Mondiale                  | France                            | 59 pts                            |
| 8e                                | Bbox Bouygues Télécom             | France                            | 58 pts                            |

### Jeunes
Le classement général final du meilleur jeune est le suivant.[réf. nécessaire]
| Classement du meilleur jeune | Classement du meilleur jeune | Classement du meilleur jeune | Classement du meilleur jeune | Classement du meilleur jeune |
| Coureur                      | Coureur                      | Pays                         | Équipe                       | Points                       |
| ---------------------------- | ---------------------------- | ---------------------------- | ---------------------------- | ---------------------------- |
| 1er                          | Florian Vachon               | France                       | Bretagne-Schuller            | 144 pts                      |
| 2e                           | Jonathan Hivert              | France                       | Saur-Sojasun                 | 130 pts                      |
| 3e                           | Cédric Pineau                | France                       | Roubaix Lille Métropole      | 73 pts                       |
| 4e                           | Jérôme Coppel                | France                       | Saur-Sojasun                 | 71 pts                       |
| 5e                           | Romain Hardy                 | France                       | Bretagne-Schuller            | 51 pts                       |